# Алфорнелуш
Алфорнелуш (порт. Alfornelos)  —  район (фрегезия) в Португалии,  входит в округ Лиссабон. Является составной частью муниципалитета  Амадора. Находится в составе крупной городской агломерации Большой Лиссабон. По старому административному делению входил в провинцию Эштремадура. Входит в экономико-статистический  субрегион Большой Лиссабон, который входит в Лиссабонский регион. Население составляет 14 304 человека на 2001 год. Занимает площадь 0,840 км².
Покровителем района считается Франциск Ассизский (порт. Francisco de Assis). 